# Кролик Смита
Кролик Смита (лат. Pronolagus rupestris) — один из представителей африканского рода Pronolagus семейства Leporidae. Русское и английской названия даны в честь автора первоописания этого вида Э. Смита. Он встречается в Кении, Малави, Намибии, ЮАР, Танзании и Замбии.

## Описание
Шерсть на спине кролика Смита окрашена в теплые коричневые тона, уши серые, хвост темно-коричневый. Подшёрсток мягкий и белый. Когти и пальцы короткие. Общая длина тела 350—495 мм.

## Питание и среда обитания
Питание этого вида, как правило, включает разнотравье (например, проростки растений) и злаки. Кролики Смита населяют скалистые склоны и вершины скальных выходов.